# Tranvia Torino-Moncalieri-Poirino
La tranvia Torino-Moncalieri-Poirino, con diramazione Moncalieri-Real Castello, era una linea tranviaria interurbana che collegava le città di Torino, Moncalieri e Poirino dal 1875 al 1949.

## Storia

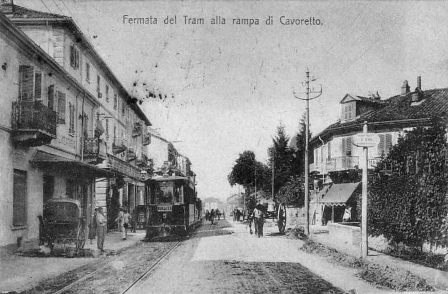
Fermata a Cavoretto

La Società Anonima delle Tranvie di Torino, a capitale belga ed esercente la rete tranviaria del capoluogo subalpino, aprì la prima tratta, tra piazza Castello e la barriera di Piacenza, il 6 novembre 1875 con trazione a cavalli.
L'inaugurazione della tratta interurbana tra piazza Castello e la porta Navile di Moncalieri avvenne il successivo 29 novembre. Due anni dopo la linea fu prolungata fino alla località Borgo Aie. Nel 1878 la Provincia di Torino autorizzò la società concessionaria a effettuare prove di trazione a vapore sulla Torino-Moncalieri: l'esercizio regolare iniziò l'anno successivo. Nel frattanto, il 1º maggio 1878 era stata aperta la breve diramazione tra Moncalieri e il castello, con trazione a cavalli; l'8 agosto 1881 la linea fu completata con la tratta Borgo Aie-Trofarello-Poirino. La linea aveva anche la funzione di sussidio nel traffico viaggiatori e merci alla ferrovia Torino-Genova, che correva parallela alla tranvia.
Sabato 17 settembre 1904 fu inaugurata l'elettrificazione della Torino-Moncalieri-Trofarello e della diramazione Moncalieri-Real Castello; la tratta Trofarello-Poirino, rimasta con trazione a vapore, fu a sua volta elettrificata il 4 giugno 1933.

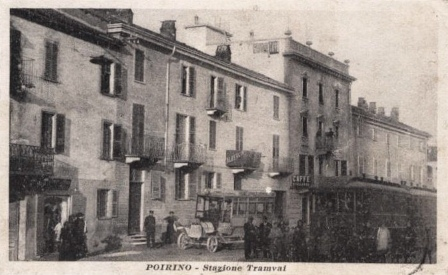
Capolinea a Poirino

Nel 1936 il Comune di Torino, tramite la Società Anonima Tranvie Torino Ovest (SATTO), concluse le trattative con la Società Anonima delle Tranvie di Torino e i comuni interessati per rilevare la gestione delle linee della "belga": dal 1º gennaio 1937 la SATTO, che prese la nuova denominazione SATTI, subentrò nella gestione, impostando un piano di miglioramento e rinnovo delle linee che ebbe buoni risultati: nei primi otto mesi della nuova gestione i passeggeri trasportati salirono a 1.100.500 dai 954.000 registrati nel corrispondente periodo del 1936.
Durante la seconda guerra mondiale la tranvia subì solo lievi danni al materiale rotabile, contribuendo allo sfollamento della popolazione di Torino.
Il 1º giugno 1949 la tranvia chiuse, sostituita da un'autolinea, a causa della scarsa manutenzione del materiale e della linea dovuti alla guerra e all'interferenza con il crescente traffico automobilistico.

## Caratteristiche
|  | Unknown route-map component "uexKBHFa" |

|  | Unknown route-map component "uexBHF" |

|  | Unknown route-map component "uexBHF" |

|  | Unknown route-map component "uexBHF" |

|  | Unknown route-map component "uexBHF" |

|  | Unknown route-map component "uexBHF" |

|  | Unknown route-map component "uexABZgl" | Unknown route-map component "uexSTR+r" |

|  | Unused straight waterway | Unknown route-map component "uexKBHFe" |

|  | Unknown route-map component "uexBHF" |

|  | Unknown route-map component "uexBHF" |

|  | Unknown route-map component "uexBHF" |

|  | Unknown route-map component "uexBHF" |

| Unknown route-map component "CONTgq" | Unknown route-map component "uxmKRZo" | Unknown route-map component "CONTfq" |

|  | Unknown route-map component "uexBHF" |

|  | Unknown route-map component "uexBHF" |

|  | Unknown route-map component "uexKBHFe" |

La linea tranviaria era a scartamento normale di 1445 mm, e si sviluppava per 25,202 km, di cui 991 m la diramazione per il castello di Moncalieri, esercita come linea a navetta; il raggio minimo di curva era di 30 metri (34 sulla breve diramazione per il Real Castello), la pendenza massima del 25 per mille, che saliva al 50 per mille sulla linea per il Castello. La velocità massima ammessa era di 30 km/h. La linea, inizialmente ippotrainata e poi con trazione a vapore, fu elettrificata a 600 V cc. A Borgo Aie e Trofarello furono installati triangoli di inversione per permettere l'utilizzo di tram monodirezionali.

### Percorso

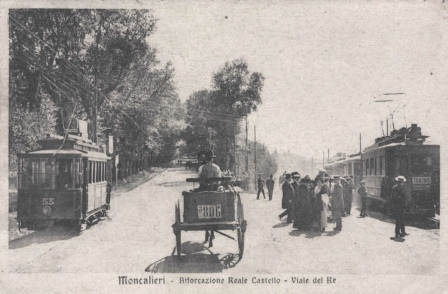
La biforcazione di Moncalieri

Il capolinea di Torino, comune alla tranvia per Chivasso e Brusasco, era situato in piazza Castello davanti alla prefettura; da lì procedeva per via Po, piazza Vittorio e corso Moncalieri.
Uscita da Torino la tranvia imboccava la strada statale 29 toccando le località di Cavoretto, Fioccardo, Moncalieri (località dalla quale in piazza Principe Oddone, si diramava una breve linea diretta al Real Castello), Borgo Aie, Palera, Trofarello (dove sovrappassava la ferrovia per Chieri con un cavalcavia), Pecetto Torinese, Serena, Cambiano, Ponticelli, San Salva e Marocchi prima di terminare la corsa a Poirino.
Il capolinea fu successivamente spostato in piazza Vittorio e nel 1927 presso la chiesa della Gran Madre. Le corse limitate a Borgo Aie e Trofarello avevano invece capolinea in piazza Carlo Felice, nei pressi della stazione ferroviaria di Porta Nuova.

## Materiale rotabile
Sulle linee per Chivasso, Brusasco e Poirino la Società Anonima dei Tramways di Torino impiegò locomotive a vapore cabinate di tipo tranviario:
- 1: costruita dalla SLM nel 1878, rodiggio B, 20 km/h;
- 2÷14: costruite dalla Henschel & Sohn tra il 1878 e il 1881, rodiggio B, 16 km/h;
- 15÷19: costruite dalla Henschel & Sohn tra il 1883 e il 1885, rodiggio B, 20 km/h.

Con l'elettrificazione della tratta Torino-Moncalieri-Trofarello, nel 1904, entrarono in servizio elettromotrici a carrelli con scompartimenti di prima e seconda classe.
Nel 1936 il parco rotabili delle linee per Chivasso, Brusasco e Poirino era costituito da 24 elettromotrici, un locomotore elettrico, 62 rimorchiate a due assi e 96 carri merce,
Sotto la gestione della SATTI entrarono in servizio sulla linea una ventina di motrici, tra le quali sette prestate dall'ATM facenti parte della serie 2500 e impiegate nelle corse limitate a Borgo Aie e Trofarello. Tali motrici furono modificate con l'installazione di una presa di corrente ad archetto e di fari di profondità.